# 深きものども (ジェイムズ・ウェイド)
深きものども（ふかきものども、原題：英: The Deep Ones）は、アメリカ合衆国のホラー小説家ジェイムズ・ウエイドが1969年に発表した短編ホラー小説。クトゥルフ神話。
タイトルは深きものどもをそのまま持ってきている。アーカムハウスの1969年の作品集『クトゥルー神話作品集』に収録された。作者は、兵役後に韓国に居住し、作曲家・音楽教授・ジャーナリストという経歴の作家である。神話作品は複数あるが、唯一の邦訳作品。青心社文庫クトゥルー全13巻中では、最後期に書かれた。
1960年代ヒッピー文化と、イルカの知能研究で、クトゥルフ神話をやったもの。ラヴクラフトの『インスマスの影』の後日談でもある。TRPGの『マレウス・モンストロルム』には、深きものの「イルカ混血種」として解説されている。
東雅夫は『クトゥルー神話事典』にて、「1960年代ウェストコーストにおけるヒッピー文化興隆を背景に活かした、一風変わった<インスマス物語>の変奏曲」と解説している。

## あらすじ
196X年、ミスカトニック大学の臨床心理学助教授であるアロンソ・ウェイトは、学生を使ってドラッグ実験をしたことで、大学を放逐され、カリフォルニアでヒッピーの教祖となる。また同大学で海洋生物学を専攻するジョウジフィーン・ギルマン（ジョウ）は、父が急死したことで、大学を辞めて働かざるを得なくなり、カリフォルニア浜辺のウィルヘルム博士の研究所に就職し、イルカと人間のテレパシーによるコミュニケーション実験の被験者となる。超能力研究者ドーンも、博士に招聘されてやって来る。
博士はドーンに、イルカとのコミュニケーションのために、被験者ジョウに催眠術をかけるよう命じる。また地元のヒッピーたちの指導者であるアロンソ・ウェイトは、研究をやめろと警告する。ウェイトから、イルカが邪悪な波動を発しており夢や幻視が乱されていると聞くも、ドーンや博士は本気にしなかった。
ドーンはジョウに惹かれていき、ジョウは博士に求婚されたが断ったことを説明する。催眠をかけて水槽でイルカと戯れるような実験に、ドーンは危険性を感じていたが、あるときジョウが溺れる。意識を失っている彼女を発見したとき、博士は医者を呼ぶことを拒否して、催眠＆ショック状態の彼女に質問して内容を録音記録する。無意識のジョウは、別の知的生命体からのテレパシーをつぶやく。
ドーンはウェイトと面会し、彼の旧職を知る。ウェイトは、大学時代には薬物幻視で旧支配者と交信していたという人物であった。ウェイトは、ジョウは血筋が危うく身体に変異が現れかけていると言い、イルカをクトゥルーの奉仕種族であると説明する。
ジョウはドーンに、自分が妊娠していることを告げる。妊娠時期は溺れたころであり、相手は博士かドーンだろうと言うが、本人は意識がなかったために本当のことがわからない。ドーンは自分ではないことを知っているが、だがあの博士が催眠状態にあるジョウを妊娠させるという卑劣な行為をするとも信じられなかった。ジョウは、博士の求婚を受けると言う。
水槽が解き放たれ、イルカにまたがったジョウが海に行って消息を絶ち、博士は巻き込まれて事故死する。ドーンは警察に、実験中の事故でイルカとジョウが海に流されたと偽証する。
博士は、自分の死を覚悟しており、ウェイトの正しさを認め、ドーンに宛てた遺書を残していた。博士はイルカの性衝動を調べていたとき、イルカの脳に電極を植え込んでいた。録音テープには、イルカの言葉を催眠下のジョウが翻訳して喋った音声が記録されており、イルカはジョウを妻と呼び、自分を水槽から解放させて共に深海に行くように命じていた。

## 登場人物
- ドーン - 語り手。心理学者。超能力を研究しており、催眠暗示の技術がある。カリフォルニアを、堕落の町と嫌っている。
- フレデリック・ウィルヘルム博士 - 海洋生物学者。研究に情熱的な人物。
- ジョウジフィーン・ギルマン（ジョウ） - ボストン生まれ。浅黒い肌と突き出た目をしており、ポリネシアの血を引く。ドーンと博士の2人から好意を抱かれる。
- アロンソ・ウェイト - 浜辺のヒッピー達のリーダー、宗教指導者。旧肩書は、ミスカトニック大学の臨床心理学助教授だが、放逐された。
- フリップ - 水槽のイルカ。オス。ジョウになついている。
- ジョウの父 - インスマスのギルマン家出身の海軍軍人。娘に、インスマスに近づかないように教育した。航海で駆逐艦から落ちて行方不明となる。
- ジョウゼフ・ギルマン - 叔父。ボストンとインスマスで暮らすが資金源が不明。ウィルヘルム博士と繋がりがあり、姪の就職を斡旋する。
- クトゥルー - 旧支配者。強力なテレパシー波動を発しており、狂気を誘発する。

## 収録
- 『クトゥルー13』青心社、東谷真知子訳

## 関連作品
- 海底の神殿 - ラヴクラフト作品。深海にイルカが登場する。
- The Sand Castle（砂の城） - エドワード・P・バーグランドの作品。執筆は1981年。イルカ型の深きものどもが登場する。TRPGにも影響有[2]。